# Balthasar Hermann
Balthasar Hermann (* September 1665 in Memmingen; † 16. Juni 1729 ebenda) war Maler des Barocks.

## Leben

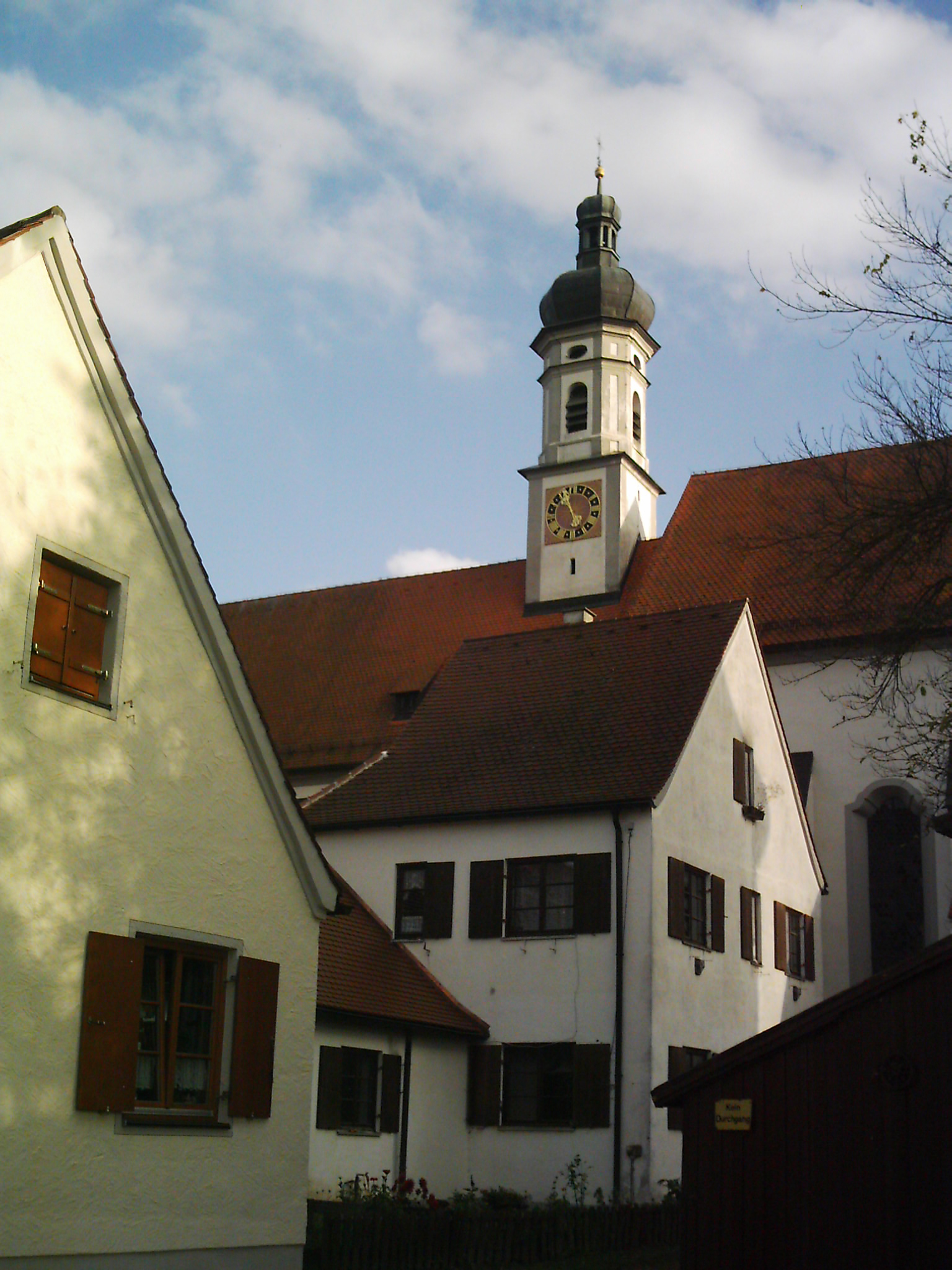
Der Kirchturm der Klosterkirche der Kartause Buxheim mit der Turmuhr

Im September 1665 wurde Balthasar Hermann als Sohn des Pfarrers und Magisters Johann Conrad Hermann im oberschwäbischen Memmingen geboren. Am 11. September 1665 wurden er und sein Zwillingsbruder in St. Martin getauft. Sein Zwillingsbruder Johann Werner verstarb kurz danach. Wo Balthasar seine Ausbildung machte, seine Reise verbrachte oder auch was sein Meisterstück war, ist unbekannt. Im Jahr 1697 ließ er sich als Malermeister in der dafür zuständigen Kramerzunft einschreiben. Den Bund der Ehe schloss er am 15. März 1697 mit der Apothekerstochter Veronica Werner. Am 29. April 1699 gebar sie das einzige Kind der Ehe, welches aber bereits nach vier Monaten verstarb. 1706 starb seine Frau. Zwischen 1700 und 1709 war Balthasar des Öfteren für die Kartause Buxheim tätig. Am 22. November 1700 verkaufte er dieser die Kopie eines Gemäldes des Papstes Innozenz XII. für fünf Gulden. Aus der Folgezeit sind keine künstlerischen Arbeiten von ihm in der Kartause überliefert. Lediglich handwerkliche Tätigkeiten scheint er in dieser Zeit verrichtet zu haben. So gehörte das Fassen von Leuchtern ebenso zu seinen Aufgaben wie das Streichen von Fenstergittern oder die Renovierung von Sonnenuhren. 1711 bewarb er sich zusammen mit seinem Malerkollegen Johann Andreas Hommel um die Bilder, die für die Emporen der Frauenkirche zu Memmingen bestimmt waren. Der fähigere Maler Johann Friedrich Sichelbein, Vorsteher der Memminger Schule, erhielt jedoch den kompletten Auftrag. Am 29. November 1706 heiratete Balthasar Hermann die Lindauer Bürgerstochter Susanne Hünlin. Wegen der Summe, die für ihr Bürgerrecht verlangt wurde, verzeichnen die Memminger Ratsakten einen größeren Schriftwechsel. Sie musste den üblichen Preis von 25 Gulden zahlen. Sämtliche Vermittlungsgesuche, die Gebühr zu verringern schlugen fehl. Am 5. Oktober 1707 gebar sie ihm das einzige Kind dieser Beziehung, den Sohn Christian Hermann. Weitere Vermerke in den Akten betreffen den von seiner ersten Frau geerbten Kirchenstuhl in St. Martin. Als letzte Eintragung ist das Sterbedatum in den Sterbematrikeln vermerkt. Balthasar Hermann starb am 16. Juni 1729 um 2 Uhr morgens. Er wurde 63 Jahre alt.